# Alexandre-Émile Béguyer de Chancourtois
Alexandre- Émile Béguyer de Chancourtois (20 gennaio 1820 – 14 novembre 1886) è stato un geologo e mineralogista francese, fu il primo a disporre gli elementi chimici in ordine di peso atomico, facendolo nel 1862. De Chancourtois pubblicò solamente il suo articolo, ma non pubblicò il suo grafico vero e proprio con la disposizione proposta.
Nonostante la sua pubblicazione fosse significativa, è stata ignorata dai chimici poiché era in termini di geologia. È stata la tavola di Dmitrij Mendeleev pubblicata nel 1869 a diventare più conosciuta.
De Chancourtois era un professore di geodesia e successivamente di geologia alla École Nationale Supérieure des Mines de Paris. Egli è stato anche ispettore delle Miniere a Parigi, e fu largamente responsabile per la realizzazione di vari regolamenti e leggi sulla sicurezza in miniera durante quel periodo.

## Organizzazione degli elementi

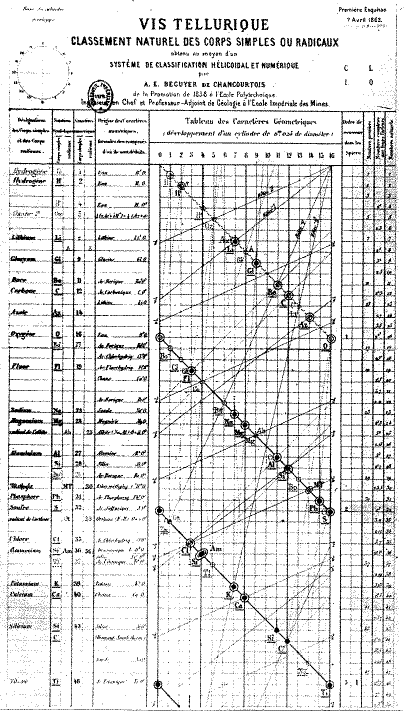
Organizzazione degli elementi originale di De Chancourtois

Nel 1862, un anno prima che John Alexander Reina Newlands pubblicasse la sua classificazione degli elementi, de Chancourtois creò un sistema completamente funzionante e  unico di organizzazione degli elementi chimici. La classificazione degli elementi da lui proposta era basata sui nuovi valori dei pesi atomici ottenuti da Stanislao Cannizzaro nel 1858. De Chancourtois progettò un grafico a spirale che era contenuto in un cilindro che lui chiamò vis tellurique, o ellisse tellurica poiché il tellurio era l'elemento nel mezzo del grafico. De Chancourtois ordinò gli elementi per peso atomico crescente e mise gli elementi simili su una stessa linea verticale.

## Opere
- Sur la distribution des minéraux de fer, in Comptes rendus de l'Académie des sciences, 51 (1860), 414–417.
- Études stratigraphiques sur le départ de la Haute-Marne. Paris, 1862.
- Vis tellurique, in Comptes rendus de l'Académie des sciences, 54 (1862), 757–761, 840–843, 967–971.